# یک یانکی اهل کنتیکت در دربار شاه آرتور
یک یانکی اهل کنتیکت در دربار شاه آرتور (انگلیسی: A Connecticut Yankee in King Arthur's Court) یک کتاب از مارک تواین است. این کتاب در سال ۱۸۸۹ توسط تواین نوشته شد، عنوان اصلی کتاب یانکی در دربار شاه آرتور است، برخی از نسخه‌های اولیه حتی با نام یانکی در دادگاه شاه آرتور هم چاپ گردید.

## شرح خلاصهٔ داستان
این کتاب ماجرای یک مهندس یانکی از کنتیکت است که به‌طور تصادفی با ضربه ای که به سرش می‌خورد، خودش را در انگلستان قرون وسطی می‌بیند، در حقیقت به گذشته و به زمان دربار شاه آرتور بر می‌گردد. جایی که او را یک نادان فرض می‌کنند اما او به زودی با استفاده از دانش و تکنولوژی خودش تبدیل به یک شعبده باز می‌گردد، تواین کتاب را یه عنوان تقلیدی از یک هجو در جهت مفاهیم رمانتیک در رویاهایش نوشت.